# 胸肩神社 (青森県弘前市)
胸肩神社（むなかたじんじゃ）は青森県弘前市品川町にある神社である。

## 祭神
三女神
市杵島姫命
湍津姫命
田心姫命
道を守る神
交通、安産、子授け、学問、商売、諸産業、他
水に深い関係のある神
水が湧いている所、川、池、海のそば
辰巳歳生まれの守り神
福岡県宗像大社が本社以前は弁財天を祀っていたが、明治時代になり同じ水に深い関係のある胸肩の神を祀る。「弁天さま」と呼ばれている。

## 由緒
- 大同2年（807年）、坂上田村麻呂将軍が大野という地に信仰していた弁財天を祀り創建。
- 寛文2年（1662年）、現在地に移転。

## 祭祀
毎年7月1日に例大祭、6月30日に宵宮祭が執り行われる。
宵宮祭では様々な神賑行事が行われる。

## 交通
鉄道
JR弘前駅下車 徒歩15分